# Ballana chelata
Ballana chelata är en insektsart som beskrevs av Delong 1937. Ballana chelata ingår i släktet Ballana och familjen dvärgstritar. Inga underarter finns listade i Catalogue of Life.